# اینگا و آنوش آرشاکیان
اینگا و آنوش آرشاکیان (ارمنی: Ինգա և Անուշ Արշակյաններ) یا خواهران آرشاکیان (ارمنی: Արշակյան քույրեր) خوانندگان دوئت در سبک فولک اهل ارمنستان هستند آنها نماینده کشور ارمنستان در مسابقه آواز یوروویژن ۲۰۰۹ بودند. آنها تاکنون چهار آلبوم و دوازده تک‌آهنگ روانه بازار نموده‌اند.

## جوایز و افتخارات
آن‌ها برندهٔ جوایزی همچون هنرمند افتخاری جمهوری ارمنستان شده‌اند.